# Kawnpui do Norte
Kawnpui do Norte é uma vila no distrito de Kolasib, no estado indiano de Mizoram.

## Demografia
Segundo o censo de 2001, Kawnpui do Norte tinha uma população de 6 328 habitantes. Os indivíduos do sexo masculino constituem 50% da população e os do sexo feminino 50%. Kawnpui do Norte tem uma taxa de literacia de 83%, superior à média nacional de 59,5%: a literacia no sexo masculino é de 84% e no sexo feminino é de 82%; 15% da população está abaixo dos 6 anos de idade.